# بخش وهتسون (شهرستان کرافورد، اوهایو)
بخش وهتسون (به انگلیسی: Whetstone Township) یک منطقهٔ مسکونی در ایالات متحده آمریکا است که در شهرستان کرافورد، اوهایو واقع شده‌است.
 بخش وهتسون ۱۰۵٫۷ کیلومتر مربع مساحت و ۲٬۰۸۰ نفر جمعیت دارد و ۳۱۷ متر بالاتر از سطح دریا واقع شده‌است.